# زيمن دانسيكير
زيمن دانسيكير (بالهولندية: Simon de Danser)‏ (1579 في دوردريخت - 1611 في الجزائر) قرصان رسمي، وقرصان من هولندا.